# Пейн (Огайо)
Пейн (англ. Payne) — селище (англ. village) в США, в окрузі Полдінґ штату Огайо. Населення — 1192 особи (2020).

## Географія
Пейн розташований за координатами 41°4′47″ пн. ш. 84°43′38″ зх. д. / 41.07972° пн. ш. 84.72722° зх. д. (41.079824, -84.727236).  За даними Бюро перепису населення США в 2010 році селище мало площу 1,75 км², уся площа — суходіл.

## Демографія
Згідно з переписом 2010 року, у селищі мешкали 1194 особи в 497 домогосподарствах у складі 320 родин. Густота населення становила 681 особа/км².  Було 554 помешкання (316/км²).
Расовий склад населення:
| - 95,5 % — білих - 0,4 % — чорних або афроамериканців - 0,1 % — вихідців з тихоокеанських островів - 0,1 % — корінних американців - 0,1 % — азіатів - 2,0 % — осіб інших рас |

До двох чи більше рас належало 1,8 %. Частка іспаномовних становила 4,0 % від усіх жителів.
За віковим діапазоном населення розподілялося таким чином: 25,3 % — особи молодші 18 років, 55,3 % — особи у віці 18—64 років, 19,4 % — особи у віці 65 років та старші. Медіана віку мешканця становила 39,4 року. На 100 осіб жіночої статі у селищі припадало 89,5 чоловіків;  на 100 жінок у віці від 18 років та старших — 87,0 чоловіків також старших 18 років.
Середній дохід на одне домашнє господарство  становив 52 998 доларів США (медіана — 47 171), а середній дохід на одну сім'ю — 62 213 долари (медіана — 54 583). Медіана доходів становила 45 563 долари для чоловіків та 30 000 доларів для жінок. За межею бідності перебувало 12,9 % осіб, у тому числі 14,4 % дітей у віці до 18 років та 6,1 % осіб у віці 65 років та старших.
Цивільне працевлаштоване населення становило 538 осіб. Основні галузі зайнятості: виробництво — 37,0 %, освіта, охорона здоров'я та соціальна допомога — 20,8 %, роздрібна торгівля — 11,5 %, транспорт — 7,2 %.